# Коженицкий магид
Раби Исраэль бар Шабатай Хопштейн (1733, Галиция — 1814) — хасидский цадик, ученик Магида из Межерича. Родился в Опатуве, тогда входившей в состав Галиции, по благословению Бешта в семье переплётчика Шабатая из Острополя. После смерти Великого Магида учился у его учеников Элимелеха и Леви-Ицхака из Бердичева. Ему приписывали способность соединять пары.

Согласно хасидскому преданию, три выдающихся цадика — р. Исраэль из Кожниц, р. Яаков-Ицхак Гурвиц (Хозе из Люблина; см.) и р. Менахем-Мендл из Римонова, собравшись вместе, молились за победу Наполеона в войне с Россией, но их просьба была отвергнута в Небесах, потому что поколение не было достойно освобождения (там же 4:9). Р. Исраэль знал, что молитва не была принята, — и поэтому на вопрос об исходе войны, заданный ему князьями А. Чарторыйским и Ю. Понятовским, ответил: Наполеон «нафоль типоль».